# Karin Krebsová
Karin Krebsová, rozená Karin Burneleitová (* 18. srpna 1943, Gumbinnen, Kaliningradská oblast), je bývalá východoněmecká atletka, běžkyně, která se věnovala středním tratím.

## Kariéra
V roce 1968 vybojovala na třetích evropských halových hrách v atletice v Madridu zlatou medaili v běhu na 800 metrů. V témže roce reprezentovala na letních olympijských hrách v mexickém Ciudad de México, kde v prvním semifinálovém běhu doběhla na 5. místě a do finále těsně nepostoupila.
V roce 1971 se stala v Helsinkách mistryní Evropy v běhu na 1500 metrů. Trať ve finále zaběhla v novém světovém rekordu, jehož hodnota byla 4:09,62. Z prvního místa historických tabulek vymazala výkon Jaroslavy Jehličkové, která světový rekord držela od ME v atletice 1969. Na letních olympijských hrách 1972 v Mnichově doběhla ve finále v čase 4:04,01 těsně pod stupni vítězů, na 4. místě. V roce 1974 získala stříbrnou medaili (1500 m) na halovém ME v Göteborgu. Na evropském šampionátu v Římě však skončila v úvodním rozběhu.